# Басадонна, Пьетро
Пьетро Басадонна (итал. Pietro Basadonna; 17 сентября 1617, Венеция, Венецианская республика — 6 октября 1684, Рим, Папская область) — итальянский куриальный кардинал. Кардинал-дьякон с 12 июня 1673, с титулярной диаконией Санта-Мария-ин-Домника с 15 января 1674 по 6 октября 1684.